# Festival de Cannes 1939
Le Festival de Cannes 1939, ou Festival international du film de Cannes 1939, devait être la première édition du Festival de Cannes, lancé par le gouvernement français pour s'opposer à la Mostra de Venise, dont l'édition de 1938 avait été dirigée par les fascistes et les nazis. 
Prévu pour se dérouler en septembre 1939, le festival n'a pas eu lieu en raison de la déclaration de guerre du Royaume-Uni et de la France à l'Allemagne nazie le 3 septembre 1939, marquant l'entrée de la France dans la Seconde Guerre mondiale. Sa véritable première édition est celle de 1946, organisée après la fin du conflit dans les salles du Casino municipal de Cannes dans l'attente de la construction du Palais des Festivals dit Palais Croisette sur l'emplacement du Cercle nautique.

## Histoire
La France ressent dès l'Exposition universelle de 1937 le désir de consolider son prestige culturel en organisant une compétition internationale de films. À la fin des années 1930, choqués par l’ingérence des gouvernements fascistes allemand et italien dans la sélection des films de la Mostra de Venise — inaugurée en août par le dirigeant nazi Joseph Goebbels —, Philippe Erlanger (directeur de l'Association française d'action artistique) et les critiques de cinéma Émile Vuillermoz et René Jeanne (tous trois membres du jury international de la Mostra) soumettent à Jean Zay, ministre de l’Instruction publique et des Beaux-Arts, l'idée d'organiser en France un festival international de cinéma qui soit indépendant politiquement. Jean Zay, intéressé par la proposition, donne une réponse favorable le 26 décembre 1938 et est encouragé par les Américains et les Britanniques, qui ont boycotté la Mostra de Venise. Harold Smith, représentant à Paris de la Motion Picture Association of America et Neville Kearney, délégué officiel du cinéma britannique en France, s'engagent à soutenir ce « festival du monde libre » et à y amener des vedettes. Le projet se présente comme un partenariat franco-américain et vise à créer un grand marché mondial du film. Plusieurs villes sont candidates, notamment Vichy, Biarritz, Lucerne, Ostende, Alger et Cannes, dont Henri-Georges Clouzot apprécie l’agrément et l’ensoleillement. Le comité de coordination composé des représentants des différents ministères concernés par le festival, après avoir étudié les atouts de chaque ville et envoyé ses représentants sur place, retient finalement Cannes. Deux personnalités cannoises, les directeurs de palaces Henri Gendre, propriétaire du Grand Hôtel, et Jean Fillioux, propriétaire du Palm Beach, ont fait valoir leurs capacités d'accueil et leurs équipements ainsi que l’existence d’une salle de projection, au Casino municipal de Cannes, pouvant accueillir un millier de spectateurs. De plus, la Ville de Cannes s'est engagée à augmenter sa participation financière à hauteur de 600 000 francs, à mettre à la disposition du comité ses salles de réception et à construire un palais spécialement destiné au festival.
Philippe Erlanger est le premier délégué général du Festival.

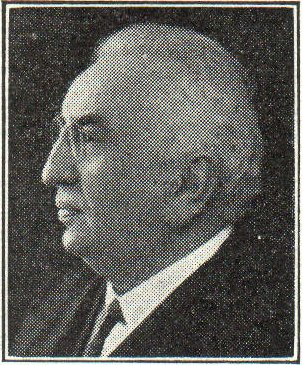
Louis Lumière aurait dû être le président de la première édition du Festival.

En juin 1939, Louis Lumière accepte d'être le président de cette première édition, qui doit se dérouler du 1er au 20 septembre. Il avait alors déclaré vouloir « encourager le développement de l’art cinématographique sous toutes ses formes et créer entre les pays producteurs de films un esprit de collaboration ». La sélection française est arrêtée et comprend L'Enfer des anges de Christian-Jaque, La Charrette fantôme de Julien Duvivier, La Piste du nord de Jacques Feyder et L'Homme du Niger de Jacques de Baroncelli.
Parmi les films étrangers, on retrouve Le Magicien d'Oz de Victor Fleming, Pacific Express (Union Pacific) de Cecil B. DeMille, Au revoir Mr. Chips (Goodbye Mr Chips) de Sam Wood et Les Quatre Plumes blanches (The Four Feathers) de Zoltan Korda.
Le peintre Jean-Gabriel Domergue, cannois d'adoption — dont la villa, léguée après le décès de sa femme à la municipalité de Cannes, est mise, depuis les années 1990, à la disposition du comité pour les délibérations du jury — crée la célèbre affiche du 1er Festival qui montre une femme applaudissant, le dos nu, la chevelure luxuriante, aux côtés d'un homme en habit, les deux premiers spectateurs du Festival,, et la « Coupe Lumière », du nom du président d'honneur du « festival du monde libre », ainsi nommée pour s'opposer à la coupe Mussolini de la Mostra de Venise, doit récompenser le meilleur film,.
Dès le mois d'août, les vedettes affluent et la Metro-Goldwyn-Mayer affrète un paquebot transatlantique pour amener les stars d'Hollywood : Tyrone Power, Gary Cooper, Annabella, Norma Shearer et George Raft. On prévoit des fêtes ; inspirés par le film Quasimodo, les Américains projettent de construire une réplique de Notre-Dame de Paris sur la plage de Cannes. 
Le 1er septembre, jour de l'ouverture, les troupes allemandes pénètrent en Pologne, et le Festival est annulé : c'est seulement le 26 mai 2002, que le « jury 1939 », sous la présidence de Jean d'Ormesson, décernera la Palme d'or 1939 au film de Cecil B. DeMille Pacific Express. Le jury de 2002 tiendra également à rendre hommage à deux espoirs féminin : Judy Garland pour le film Le Magicien d'Oz et Michèle Morgan pour le film La Loi du nord. Le jury complet de 2002 pour le festival de 1939 était constitué d'Alberto Barbera, Férid Boughedir, Raymond Chirat, Dieter Koslick et Lian Van Leer,.

## Films pressentis

### États-Unis
- Mademoiselle et son bébé (Bachelor Moter) de Garson Kanin ;
- À chaque aube je meurs (Each Dawn I Die) de William Keighley ;
- L'Esclave aux mains d'or (Golden Boy) de Rouben Mamoulian ;
- Stanley et Livingstone (Stanley and Livingstone) de Henry King et Otto Brower ;
- Le Magicien d'Oz (The Wizard of Oz) de Victor Fleming ;
- Mélodie de la jeunesse (They Shall Have Music) d'Archie Mayo ;
- Les trois jeunes filles ont grandi (Three Smart Girls Grow Up) d'Henry Koster ;
- Pacific Express (Union Pacific) de Cecil B. DeMille ;
- Trois inédit de Walt Disney.

### France
- La Charrette fantôme de Julien Duvivier ;
- La France est un empire, long-métrage documentaire, scénario de Jean d'Agraives et Emmanuel Bourcier ;
- La Loi du Nord de Jacques Feyder ;
- L'Homme du Niger de Jacques de Baroncelli ;
- L'Enfer des anges de Christian-Jaque ;
- Deux empires, une force, court-métrage, dessin-animé de la série « 3 minutes » d'Atlantic Film ;
- Illustration d'une leçon sur la métallurgie du fer, court-métrage de Marc Cantagrel et Fernand Meyer ;
- L'Âme de la Corse, court-métrage d'Henri Caurier ;
- Montage collectif sur la revue du 14 juillet, court-métrage de la Chambre syndicale de la presse filmée ;
- Observations cinématographiques sur le Soleil, court-métrage de Bernard Lyot ;
- Rouen, naissance d'une cité, court-métrage de Louis Cuny.

### Royaume-Uni
- Au revoir, Mr. Chips (Goodbye, Mr. Chips) de Sam Wood ;
- Les Quatre Plumes blanches (The Four Feathers) de Zoltan Korda.

### Luxembourg
- La Chanson de l'eau et Circulez, courts-métrages de René Leclère.

### Pays-Bas
- Boefje de Detlef Sierck ;
- Vadortje Lang'Reen de Friedrick Zelnick ;
- South Sea Sweethearts et Aladin and the Magic Lamp, courts-métrages de George Pal.

### Pologne
- Les Diamants noirs (Czarne diamenty) de Jerzy Gabryelski ;
- Les Choses qu'on ne peut pas dire (O czym się nie mówi...) de Mieczysław Krawicz ;
- Trois Cœurs (Trzy serca) de Michał Waszyński.

### Suède
- Nous deux de Ragnar Hytlen-Cavallius ;
- Le Gulf Stream, calorifère de l'Europe du Nord, court-métrage de J. W. Sandström.

### Tchécoslovaquie
- La Grande Solution de Hugo Haas.

### URSS
- À la frontière d'Alexandr Ivanov ;
- Les Tractoristes d'Ivan Pyriev ;
- Lénine en 1918 de Mikhail Romm ;
- Si demain c'était la guerre, long-métrage collectif sous la direction d'Efim Dzigan ;
- La Jeunesse en marche de F. Fisselev et Mikhail Sloutsky ;
- Le Kolkhoz Octobre Rouge, court-métrage de B. Weiland ;
- La Santé publique au pays des Soviets de R. Appel ;
- Samarkande, court-métrage en couleur de Largarov[17].

## Jury
- Président du Comité d'organisation : Georges Huisman, directeur général des Beaux-Arts ;
- Président d'honneur : Louis Lumière, membre de l'Institut ;
- Président : Jean Zay, ministre de l'Éducation National et des Beaux-Arts[17].

## Palmarès posthumes

### Palme d'or posthume pourPacific Expressen 2002
Lors de la 55e édition du Festival de Cannes en 2002, la Palme d'or (qui n'existe sous ce nom qu'à partir de 1955) est décernée rétroactivement au film Pacific Express, à l’unanimité, par un « jury 1939 » présidé par Jean d'Ormesson

### « Cannes 1939 » recréé à Orléans en 2019
80 ans après la première édition avortée du Festival de Cannes, le Cercle Jean Zay d’Orléans organise à Orléans, du 12 au 17 novembre 2019, l’édition originale de 1939 en hommage à l'un de ses initiateurs, Jean Zay, natif de cette ville. Le festival est piloté par le Comité Jean Zay Cannes 1939, présidé par l’historien et critique de cinéma Antoine de Baecque, le délégué général est le designer François Caspar, qui signe aussi la communication visuelle, et le comédien et réalisateur Alex Lutz en est le maître de cérémonie. Le think-tank Tous Orléans y organise les demi-finales et la finale de son concours d'éloquence dénommé « Tous Orléans, tous éloquents » dont les candidats sont auditionnés sur des thématiques liées à la République, l'Europe et la Laïcité face à un jury composé notamment de Jean-Pierre Sueur et de Patrick Kanner.  

#### Jury
Le jury est dévoilé en avril 2019 :
- Amos Gitaï (président du jury), réalisateur et scénariste ;
- Julie Bertuccelli, réalisatrice ;
- Pascale Ferran, réalisatrice ;
- Thierry Frémaux, directeur de l’Institut Lumière, délégué général du Festival de Cannes et président de l’association Frères Lumière ;
- Yannick Haenel, écrivain ;
- Virginie Linhart, réalisatrice de documentaires ;
- László Nemes, réalisateur et scénariste ;
- Jérôme Prieur, réalisateur ;
- Hélène Zay, fille de Jean Zay ;
- Catherine Zay, fille de Jean Zay.

#### Palmarès
Palmarès du jury de 2019, :
- Grand Prix Jean Zay : Monsieur Smith au Sénat de Frank Capra
- Prix d'interprétation féminine ex æquo : Irene Dunne dans Elle et lui et Marina Ladynina dans Les Tractoristes
- Prix d'interprétation masculine ex æquo : James Stewart dans Monsieur Smith au Sénat et Harry Baur dans L'Homme du Niger
- Prix du jury : L'Enfer des anges de Christian-Jaque
- Prix du scénario : Mademoiselle et son bébé de Garson Kanin
- Prix de l'innovation technique : Le Magicien d'Oz de Victor Fleming
- Prix Mention historique : La Grande Solution d'Hugo Haas
- Prix spécial hors compétition : Alexandre Newski de Sergei M. Eisenstein

Palmarès du jury lycéen :
- Prix de la réalisation : Pacific Express de Cecil B. DeMille
- Prix de l'œuvre dans son temps : L'Enfer des anges de Christian-Jaque
- Prix plaisir du jury : Le Magicien d'Oz de Victor Fleming

Autres prix :
- Prix Culture du Cœur (Prix du public) : Pacific Express de Cecil B. DeMille
- Grand Prix du concours d'éloquence : Younès Boukalkha (comédien-slammeur) pour « La laïcité est-elle le fondement de l'intolérance ? »[27]

### Documentaire
- Cannes 1939, le festival n'aura pas lieu (2018), réalisé par Julien Ouguergouz, écrit par Olivier Loubes et Julien Ouguergouz, La Casquette Productions, 52 minutes

### Ressources radiophoniques
- Xavier Mauduit, « Cannes 1939 » [audio], émission Le Cours de l'histoire (52 min), France Culture, 15 novembre 2019.
- Fabrice Drouelle, « La création du festival de Cannes » [audio], émission Affaires sensibles (54 min), France Inter, 15 mai 2023.
- Jean-Noël Jeanneney, « Cannes 39 : le festival fantôme » [audio], émission Concordance des temps (52 min), France Culture, 11 mai 2024.